# Qualcosa cambierà Mixtape
Qualcosa cambierà mixtape è il primo mixtape del rapper italiano Ghemon, pubblicato il 18 febbraio 2007.

## Descrizione
Il disco si compone di undici brani inediti e nove già editi ed è stato realizzato con il fine di anticipare l'uscita dell'album di debutto La rivincita dei buoni, pubblicato alcuni mesi dopo. Interamente missato da DJ Fester Tarantino dei Gente de Borgata, Qualcosa cambierà Mixtape vanta le collaborazioni di rapper già noti, tra i quali Soul David, Fat Fat Corfunk, Giuann Shadai, Kiave, Franco Negrè, Mistaman.
Le produzioni sono affidate a ben 14 beatmaker diversi, ma le sonorità risultano tutte abbastanza omogenee tra loro. Tra i tanti nomi spiccano quelli di Mr. Phil, Jack the Smoker, Mace, Bassi Maestro, Marco Polo, produttori conosciuti non solo a livello nazionale, ma anche internazionale. Le tracce Qualcosa cambierà pt. 1 e Nato il primo aprile sono state prodotte da DJ Shocca (con lo pseudonimo di Roc B) e Frank Siciliano sotto il nome di Unlimited Struggle. Anche in questo disco, come per l'EP Ufficio immaginazione, Ghemon compone testi elaborati e ricercati, riuscendo comunque allo stesso tempo a trasmettere facilmente pensieri di vasta concezione e sensazioni personali.

## Tracce
1. Intro (Blakesanders)
2. Quando ascolto i dischi (Fid Mella)
3. Lavoro sporco (Fid Mella)
4. Niente può fermarmi feat. Soul David (Mr. Phil)
5. Qualcosa cambierà pt. 1 (Unlimited Struggle)
6. Fate finta che Scienz non ci sia più (Fid Mella)
7. Telepatia (Zonta)
8. Nato il primo aprile (Unlimited Struggle)
9. Qualcosa cambierà pt. 2 feat. Fat Fat Corfunk (Fat Fat Corfunk)
10. Un altro ticket (Jack the Smoker)
11. Correre via feat. Giuann Shadai (J Dilla; la strumentale è "Runnin'" dei Pharcyde)
12. La gente non lo sa (Mr. Phil)
13. Qualcosa cambierà pt. 3 feat. Kiave, Franco Negrè (Fid Mella)
14. Sig. Rossi (Mr. Phil)
15. Ups & Downs (Mace)
16. È il momento (Original Version) (Bassi Maestro)
17. Sulle batterie 3 (Marco Polo)
18. Il pezzo rap feat. Mistaman (Little Tony Negri)
19. Musica buffa feat. Franco Negrè (DJ Impro)
20. Outro (Eko 121)